# Electric Ladyland
1968 szeptemberében megjelent a The Jimi Hendrix Experience harmadik stúdióalbuma, az Electric Ladyland. Általános vélekedés szerint Hendrix ekkor volt pályája csúcsán és ez minden idők egyik legjobb rockalbuma. Bár nem ez volt az Experience utolsó albuma, de az utolsó, melynek készítését személyesen irányította. Az album megjelenése után az életéből hátralevő két évet egy új zenekar megalakításával, új zenei utak keresésével és rengeteg dal felvételével töltötte.
Eredetileg dupla nagylemezként jelent meg, és tökéletes keresztmetszetet nyújt Hendrix széles körű tehetségéről. Zenéjének minden stílusa megtalálható itt: pszichedelia („Burning of the Midnight Lamp” – negyedik kislemeze 1967-ből), lélekkel teli blues jamek (a „Voodoo Chile” élő felvétele), rock and roll az 1950-es évek stílusában („Little Miss Strange”) és egy epikus mű („1983… (A Merman I Should Turn to Be)”), mely a progresszív rock előfutárának tekinthető. Hendrix feldolgozta Bob Dylantől az „All Along the Watchtower”-t is, mely sokak (és maga Dylan) szerint az egyik legjobb előadása a dalnak.
A felvételek elég vontatottan haladtak. Egy nem túl sikeres skandináv és brit turné után Hendrix a zenekar székhelyét az Államokba helyezte vissza. Dühítették a stúdiók korlátozott felvételi lehetőségei, ezért elhatározta, hogy New Yorkban felépíti saját, a legmodernebb eszközökkel felszerelt stúdióját, ahol korlátozások nélkül kísérletezhet ötletei megvalósításán. Az Electric Lady stúdió építését több probléma akadályozta, végül csak 1970 közepére készült el. Emiatt az Electric Ladyland nagyobb részét a The Record Plantben vette fel.
Hendrix eleinte fegyelmezett munkastílusa mind kiszámíthatatlanabbá vált. 1968 májusában Chandlernek végképp elege lett a vég nélküli stúdiófelvételekből és a stúdióban kempingező ismeretlenekből. Később azt mondta, hogy Hendrix ragaszkodása a többszöri felvételekhez (a „Gypsy Eyes”-ból például 43 készült, és még mindig nem volt elégedett) és amit Chandler maga drogos zagyvaságnak tartott, arra ösztökélte, hogy a menedzsmentből kapott részesedését eladja Michael Jeffery menedzsernek. Hendrix tökéletességre való törekvése legendás volt – Dave Masonnek 20-nál is többször kellett újrajátszania az akusztikus gitárt az „All Along the Watchtower” című dalon – bár sosem volt biztos az énekhangjában, és az éneket mindig spanyolfal mögött állva vette fel.
A nehéz munka ellenére több dal túlmutat az eddig megszokott trió felállás adta lehetőségeken (azt mondják, hogy részben ez adta az ihletet Miles Davis Bitches Brew című, 1970-ben megjelent dupla albumához) és vendégmuzsikusokkal – Dave Mason, Chris Wood és Steve Winwood a Trafficből, Buddy Miles dobos és Al Kooper, Bob Dylan orgonistája – is készített felvételeket.
A felvételek idején Hendrix és Redding viszonya nem volt elég jó ahhoz, hogy hatékonyan együtt tudjanak dolgozni. Hendrix több dalban játszik (jobbkezes) basszusgitáron (például az „1983” basszusszólója). Az „All Along the Watchtower” felvételekor Redding egy közeli kocsmába ment, mert megint összekaptak valamin; ezalatt Hendrix játszott helyette. Néha viszont csak azért játszott ő a basszusgitáron, hogy a dalok gyorsabban készüljenek el. Redding saját dalán, a „Little Miss Strange”-en ritmusgitározik is.
Az album az USA-ban 1968 szeptemberében jelent meg, és Hendrix egyetlen 1. helyezett albuma lett. A brit kiadás októberben az 5. lett; ez egy teljesen más és nagy vitát kavaró borítóval jelent meg. Mivel a borító nem érkezett meg időben Nagy-Britanniába, helyére egy meztelen nőket ábrázoló képet tettek. Azóta az új kiadások már a Hendrix által tervezett amerikai borítóval jelennek meg. A Hendrix-család azt mondta, hogy a brit kiadás borítóját soha többé nem fogják használni, mivel Hendrix maga sem szerette. Létezik azonban egy nehezen beszerezhető CD az 1980-as évekből a brit borítóval.
1998-ban a Q magazine olvasói minden idők 22., 2003-ban a VH1 nézői minden idők 72., a Rolling Stone magazin olvasói pedig minden idők 54. legjobb albumának szavazták meg. Az album szerepel az 1001 lemez, amit hallanod kell, mielőtt meghalsz című könyvben.

## Az album dalai
|     | Cím                                       | Szerző(k)    | Hangminta | Hossz |
| --- | ----------------------------------------- | ------------ | --------- | ----- |
| 1.  | …And the Gods Made Love                   | Jimi Hendrix |           | 1:23  |
| 2.  | Have You Ever Been (To Electric Ladyland) | Jimi Hendrix |           | 2:10  |
| 3.  | Crosstown Traffic                         | Jimi Hendrix |           | 2:26  |
| 4.  | Voodoo Chile                              | Jimi Hendrix |           | 15:00 |
| 5.  | Little Miss Strange                       | Noel Redding |           | 2:51  |
| 6.  | Long Hot Summer Night                     | Jimi Hendrix |           | 3:27  |
| 7.  | Come On (Let the Good Times Roll)         | Earl King    |           | 4:09  |
| 8.  | Gypsy Eyes                                | Jimi Hendrix |           | 3:43  |
| 9.  | Burning of the Midnight Lamp              | Jimi Hendrix |           | 3:39  |
| 10. | Rainy Day, Dream Away                     | Jimi Hendrix |           | 3:42  |
| 11. | 1983… (A Merman I Should Turn to Be)      | Jimi Hendrix |           | 13:39 |
| 12. | Moon, Turn the Tides…Gently Gently Away   | Jimi Hendrix |           | 1:01  |
| 13. | Still Raining, Still Dreaming             | Jimi Hendrix |           | 4:25  |
| 14. | House Burning Down                        | Jimi Hendrix |           | 4:35  |
| 15. | All Along the Watchtower                  | Bob Dylan    |           | 4:00  |
| 16. | Voodoo Child (Slight Return)              | Jimi Hendrix |           | 5:13  |

## Közreműködők
- Jimi Hendrix – gitár, ének, zongora (3.), basszusgitár (2., 6., 11., 14., 15.), elektromos csembaló (9.)
- Noel Redding – basszusgitár, ének, ritmusgitár (5.)
- Mitch Mitchell – dob
- Dave Mason – 12 húros akusztikus gitár, vokál (3., 15.)
- Steve Winwood – orgona (4.)
- Jack Casady – basszusgitár (4.)
- Al Kooper – zongora (6.)
- The Sweet Inspirations – vokál (9.)
- Larry Faucette – karmester, konga (10., 13.)
- Mike Finnigan – orgona (10., 13.)
- Fred Smith – tenorszaxofon (10., 13.)
- Buddy Miles – dob (10., 13.)
- Chris Wood – fuvola (11.)
- Mike Mandel – zongora
- Jeanette Jacobs – vokál

### Produkció
- Jimi Hendrix – producer és rendező, hangszerelés, keverés, jegyzetek
- Eddie Kramer, Gary Kellgren, Glen Kolotkin – hangmérnök
- Eddie Kramer, Joe Gastwirt, George Marino – újrakeverés
- Janie Hendrix, John McDermott – újrakeverés felügyelete
- John Adler, Karl Ferris, Gered Mankowitz, Linda McCartney, David Montgomery, Richard Montgomery, Axel Rad, David Sygall, Ed Thrasher – fényképek
- Ed Thrasher, Vartan – művészeti vezető
- David King, Rob O'Connor – design
- Karl Ferris – borító design, hátsó borító
- Linda McCartney, Richard Montgomery – hátsó borító
- Jeff Leve – író
- Derek Taylor – esszé, jegyzetek
- Michael Fairchild – jegyzetek